# Корі Картер
Корі Картер (англ. Kori Carter; нар. 2 червня 1992, Клермонт, США) — американська легкоатлетка, спринтерка, що спеціалізується в бар'єрному бігу, чемпіонка світу.
Золоту медаль чемпіонки світу Картер виборола на дистанції 400 м з бар'єрами на Лондонському чемпіонаті світу 2017 року.

## Зовнішні посилання
- Досьє на сайті all-athletics.com